# Oreothlypis peregrina
La reinita de Tennessee, reinita verdilla o chipe peregrino (Oreothlypis peregrina) es una especie de ave paseriforme de la familia de los parúlidos. Anida en Canadá y Estados Unidos y pasa el invierno en América Central y el norte de América del Sur.

## Descripción
Los adultos miden en promedio entre 11 y 12 cm de longitud. Hay ligero dimorfismo sexual, estacional y de edad. Los machos adultos en época reproductiva son sencillos: la cabeza es gris con una línea supraocular blanca; las partes ventrales son blancuzcas; las partes dorsales son oliváceas; pero las alas son más oscuras y con una línea clara. La hembra en época reproductiva es similar al macho, pero de coloración más deslavada: la cabeza es menos gris y las partes ventrales son amarillentas.
Los adultos en otoño e invierno, así como los individuos juveniles, tienen las partes dorsales de color verde olivo y las ventrales amarillentas, con las plumas cobertoras inferiores de la cola color blanco. En la cara destaca la línea supraocular amarilla y en el ala una traza de barra.
En verano vive en bosques de coníferas y mixtos, en especial donde hay píceas. Prefiere el sotobosque y claros de bosques con arbustos. Se alimenta principalmente de insectos y larvas, pero en invierno también consume bayas y néctar. En invierno migra en oleadas y puebla diversos hábitats, desde el nivel del mar hasta más de 2000 m snm, principalmente en zonas húmedas o semihúmedas y penetrando en áreas urbanas.
Su distribución en época reproductiva es la Norteamérica septentrional, principalmente Canadá, pero también la porción nororiental de Estados Unidos. Migra en otoño hacia el sur de México, toda América Central y el norte de América del Sur (Colombia y Venezuela), llegando a ser muy común. Ha sido registrado casualmente en el norte de México, las Antillas Mayores, el norte de Ecuador, y excepcionalmente en Europa occidental.
Construyen un nido en forma de taza en el suelo, oculto entre la vegetación. La hembra pone entre 4 y 7 huevos blancos con motas marrones, y los incuba por 11 o 12 días.